# 데이비드 사울레스
데이비드 제임스 사울레스(영어: David James Thouless FRS, IPA: ˈdeɪvᵻd ˈdʒeɪmz ˈθaʊlɛs, 1934년 9월 21일 ~ 2019년 4월 6일)는 영국의 응집물질물리학자이다. 울프 물리학상 수상자이며 또한 위상 상전이와 물질의 위상적 상의 이론적 발견을 통해 던컨 홀데인, 마이클 코스털리츠와 함께 2016년 노벨 물리학상을 수상하였다.

## 생애
윈체스터 칼리지,  Trinity Hall, Cambridge (BA)에서 교육을 받고 코넬 대학교에서 한스 베테밑에서 박사학위를 받았다.  그 후 UC 버클리에서 박사후 과정을 거치고 1980년 시애틀 워싱턴 대학교 물리학 교수가 되기전까지 영국 버밍엄 대학교에서 수리 물리학 교수였다. 원자, 전자, 그리고 핵자의 확장된 체계를 이해하는데 수많은 이론적 기여를 했으며, 초전도 현상, 핵물질의 성질과 원자핵 내에서의 excited collective motions 등의 연구에서 성과를 거두었다.
왕립학회와 미국 물리학회, 미국 예술 과학 아카데미의 회원이고, 또한 전미과학아카데미의 멤버이다. 1990년 울프 물리학상을 수상하였으며, 또한 1993년 IOP(Institute of Physics)의 폴 디랙 메달을, 2000년 미국 물리학회의 라르스 온사게르 상을, 2016년 노벨 물리학상을 수상하였다.

## 출판물
- J. M. Kosterlitz & D. J. Thouless, "Ordering, metastability and phase transitions in two-dimensional systems", Journal of Physics C: Solid State Physics, Vol. 6 pages 1181-1203 (1973)
- D. Thouless, M. Kohmoto, M. Nightingale & M. den Nijs, "Quantized Hall Conductance in a Two-Dimensional Periodic Potential", Phys. Rev. Lett. 49, 405 (1982).
- Topological Quantum Numbers in Nonrelativistic Physics, World Scientific Publishing Co. Pte Ltd, 1998
- The quantum mechanics of many-body systems (Pure and applied physics series), Academic Press, 1972

## 같이 보기
- Berezinsky-Kosterlitz-Thouless 전환
- Thouless 에너지